# 張亮 (北斉)
張 亮（ちょう りょう、生没年不詳）は、中国の北魏末から北斉にかけての軍人・政治家。字は伯徳。本貫は西河郡隰城県。

## 経歴
はじめ爾朱兆に仕えて、平遠将軍に任ぜられ、功績により隰城県伯に封ぜられた。高歓が爾朱兆を晋陽で討つと、爾朱兆は秀容に逃れた。爾朱兆の側近たちはみなひそかに高歓によしみを通じていたが、張亮はひとり通じていなかった。爾朱兆が敗北して窮山に隠れると、張亮と倉頭の陳山提にかれの首を斬って降伏するよう命じた。みな実行できないでいると、爾朱兆は樹の下で自ら首を吊った。張亮は爾朱兆の遺体のもとに伏して泣き叫んだ。高歓はこのことを賞賛した。張亮は丞相府参軍事に任ぜられ、高歓の側近として仕えて、書記の任を委ねられた。東魏の天平年間、高澄の下で行台郎中となり、典七兵事をつとめた。行台郎中でありながら、身はいつも高歓のそばに置いていた。行台右丞に転じた。
武定元年（543年）、高仲密が乱を起こすと、張亮は大司馬の斛律金とともに河陽を守った。宇文泰が上流で船に放火して河橋を焼こうとした。張亮は小船100艘あまりに長鎖を載せて、鎖の頭には釘を施した。火船がやってくると、小船を駆けつけさせ、釘で繋ぎ止めて、鎖で岸に向けて引っ張り、火船が橋に届かないようにした。
ほどなく張亮は太中大夫の位を受けた。薛琡は張亮が山上で絲を掛ける夢を見たことがあり、このことを張亮に告げると、占いに「山上の絲は幽の字である。君はそれ幽州となるか」と出た。数カ月後、張亮は幽州刺史として出向した。武定5年（547年）、侯景が叛くと、張亮は平南将軍・梁州刺史に任ぜられた。まもなく都督揚潁等十一州諸軍事を加えられ、行台殿中尚書を兼ねて、都督二豫揚潁等八州諸軍事・征西大将軍・豫州刺史・尚書右僕射・西南道行台に転じた。梁の江夏・潁陽など7城を攻めてみな陥落させた。
張亮の性格は実直で、高歓や高澄に深く信任されて、腹心の任を委ねられた。しかし利殖も好み、側近の任を離れると、廉潔をたもつことができず、諸州に赴任して汚職の風聞があった。武定8年（550年）、張亮は侍中・汾州大中正となった。東魏の孝静帝が高洋に禅譲するにあたって、張亮は潘楽・趙彦琛らとともに奏上のため宮中に入る許可を求めた。孝静帝は昭陽殿で張亮らを引見した。天保元年（同年）、北斉が建国されると、光禄勲に任ぜられ、驃騎大将軍・儀同三司の位を加えられ、安定県男の別封を受けた。中領軍に転じ、まもなく在官のまま死去し、司空公の位を追贈された。

## 伝記資料
- 『北斉書』巻25 列伝第17
- 『北史』巻55 列伝第43